# 新山かえで
新山 かえで（にいやま かえで、1986年8月3日 - ）は、日本のAV女優。福島県出身、スタイルワン所属。

## 略歴・人物
2012年3月にMOODYZからデビューした、高身長で巨乳（Hカップ）のAV女優。
2014年7月、セガのゲーム「龍が如く」のキャラクター出演をかけたセクシー女優人気投票にエントリー。
巨乳かつ長身ということで前田日明がファンを公言しており、2014年5月発売の『KAMINOGE』vo.30（東邦出版）にて対談が実現している。
2016年をもって活動休止していたが、2024年8月発売『復活 爆乳高身長 奇跡のダイナマイトボディ女優とラブホで密会SEX撮影』（GUPPI/妄想族）をもって現役復帰。

## 作品

### アダルトDVD
- 男が欲しくなるカラダ（3月13日、MOODYZ）※デビュー作
- 最後の一滴まで貪りあうSEX（4月13日、MOODYZ）
- 従順いいなり系美爆乳女×彼氏の命令でAV出演（5月19日、OPPAI）※「ゆか」名義
- 従順いいなり系美爆乳女×彼氏の命令で受精前提中出し撮影（6月19日、OPPAI）※「ゆか」名義
- おっぱい品評会 私のおっぱいを見て下さい（7月19日、OPPAI）※「ゆか」名義
- 巨乳素人の実家訪問（8月19日、OPPAI）※「ゆか」名義
- おっぱい女付き温泉宿（9月19日、OPPAI）
- 東京25時 大都会不倫事情 Vol.05（10月2日、フルセイル）
- 競泳水着専門 中出しインストラクター（10月7日、BeFree）
- 発情するカラダ、SEXに溺れる女（10月12日、Up'S）※「あずさ」名義
- 数年ぶりに会った叔父さんに「昔みたいに、一緒にお風呂に入ろうよ」と成長した身体を平気で見せる美巨乳の姪っ子（10月18日、グローリークエスト）
- サウナレディのお仕事 性交マッサージスペシャル 3（10月18日、SODクリエイト）他出演:小出遥、美月優芽 ほか
- 娘の爆乳は一見にしかず 2 Hカップ100cm かえで（10月19日、チェリーズ）
- 超美巨乳娘達による癒しの天使たち（10月26日、おかず。）共演:須藤早紀、桜木莉愛、神咲詩織
- 卑猥なHカップ（10月27日、HMJM）
- いつも気になるあの娘はノーブラボイン 3（11月1日、グローリークエスト）
- 隣のHカップのお姉さんが僕をノーブラでプルンプルン誘惑するのです（11月1日、ワンズファクトリー）
- お嬢様、セックスに目覚める。02（11月1日、フルセイル）
- スク水H 48（11月2日、クリスタル映像）
- ナマ足ムッチリ美脚美女（11月9日、Up'S）他出演:市原さとみ、大崎美佳、みことりりあ、大倉彩音
- こんなオンナでごめんなさい…。（11月9日、MAGIC）
- 巨乳逆夜這い（11月15日、グローリークエスト）他出演:前田優希、長澤あずさ、桜木莉愛、野間あんな
- すぐに破れるコンドーム×新山かえで（11月23日、EROTICA）
- 入院中の性処理を母親に頼めないからお見舞いに来た叔母にお願いしたら優しい騎乗位でこっそりぬいてくれた（12月6日、ナチュラルハイ）
- The REAL SEX REC.4（11月13日（レンタル）/12月14日（セル）、LEO）他出演:香島りょう、今井乃愛
- エロすぎるカラダ 3 ヌルヌルBODYと激エロSEX（12月11日、MAGIC）
- 真・極限催眠 バスト93cmHカップ爆乳美女初めてのガチレズ&大量潮吹き犯され願望3P生中出しファック!!（12月13日、セレブの友）共演:朝倉ことみ
- ムチムチホットパンツバス ハミ尻を強調するのは性交OKの象徴!? 人目を気にせず挑発してくるショートパンツ娘（12月20日、DEEP'S）他出演:橘なお、立花さや、深田梨菜
- ナイスボディ!! 新山かえで お貸しします。（12月21日、クリスタル映像）
- Hカップ100cmのかえで先生と共同開発したヒット商品!! 部屋とYシャツとメガネ巨乳（12月21日、チェリーズ）
- 恥ずかしいカラダ 奇跡のボイン（12月22日、HMJM）
- ワケあり素人デート倶楽部（12月27日（レンタル）/2013年1月11日（セル）、LEO）他出演:春原未来、高瀬茉希

- 母親の目を盗んで息子のズボンを脱がす訪問販売員の美熟女 2（1月10日、ホットエンターテイメント）他出演:仲川あおい、遥めぐみ、高城さやか
- ムチムチタイトスカートバス 3 万年発情期なのはパッツン生地でデカ尻が強調されるから!? 人目を気にせず挑発してくる肉感美人OL（1月10日、DEEP'S）他出演:小早川怜子、向井恋、櫻井ともか、榊なち
- 先輩OLに何度も強制射精され赤玉を献上したお話（1月10日、AKNR）共演:かすみりさ、波多野結衣、栗山朋香、佐月麻央
- 黒人青姦 -白昼に犯される奇跡のエロボディ-（1月25日、グローバルメディアエンタテインメント）
- ワリキリ発情妻 vol.18 脱ぐとスゴい超絶ボディの釣鐘型爆乳Hカップ人妻。（1月31日、アマリリス）
- 深夜バスうたた寝美巨乳OL痴漢 ホロ酔いで眠る女は痴漢されると敏感に感じて本性剥き出しのセックスをする（2月1日、DOC）他出演:元山はるか、小倉もも
- 嫁の妹の腋に発情してしまった俺（2月7日、AKNR）他出演:佐月麻央、波多野結衣、成美雪菜
- スケベな親子がエッチなゲーム 一転知らずに近親相姦 息子なら母親の裸当ててみて! 美人ママ4人全員知り合いのママ友スペシャル 〜見て、触って、ハメて、息子はカラダのパーツだけで自分の母親がわかるかな!?〜（2月7日、ROCKET）共演:冴島かおり、はるか悠、深田梨菜、倖田李梨
- 母との恥ずかしい性行為 〜極上のカラダを持つ母との中出し性交に溺れた息子〜（2月8日、NON）
- グチョにゅる肉感（2月13日、E-BODY）
- 恋【ren-ya】夜－。 Premium 第十六夜（2月21日、ONE MORE）
- 南青山高級アロマ性感オイルマッサージ 6（3月12日、DOC）他出演:今井なつみ、中神ゆずは、前田優希
- 一日ホテル監禁（3月19日、ドグマ）
- 私が満足するまでイッたらダメよ? 焦らし好きのオナニー美少女が挑発的な見せつけ遊戯で貴方だけに語りかけるオナニー専用のオナニーDVD（3月19日、エンペラー）他出演:椎名ひかる、宇佐美なな、大槻ひびき、北川エリカ、星崎亜耶、美鈴リリカ、山本美和子、初芽里奈、朝倉ことみ、羽月希、桜りお、牧野絵里、南ほのか、つぼみ、彩凪ゆみ
- 彼女に使う筈だった催淫オイルを、出来心で真面目な姉に試したら驚くほどドスケベに豹変して弄ばれてしまった（3月22日、NON）他出演:眞木あずさ、冴島かおり、横山みれい、青山はるき、入江愛美
- 濡れた髪を初めて見せてくれた君 #17（3月22日、ONE DA FULL）
- ノーブラ巨乳ジム（3月23日、DEEP'S）他出演:青山はるき、雨宮琴音、香島りょう
- DANDYちょい足し仕事集（3月23日、DANDY）他出演:岩佐あゆみ、あすか光希、山下優衣、初美沙希 ほか ※『女に恥をかかせない!男を求めている昼下がりの専業主婦が“夫がいるのに”しかける（視線/パンチラ/密着）の欲情サインを見逃すな!』に出演
- 繰り返す挿入、終わらない中出し（3月25日、本中）
- Project歌姫 All Stars（3月25日、CMP）他出演:平原みなみ、三花れな、恋沢りお
- 若妻 奴隷撫子（4月5日、ドリームチケット）
- 美脚直穿き黒パンストのお姉さんは好きですか? 3 オナニー好きな美女達が貴方だけを見つめて貴方だけに語りかける挑発的開脚極太ディルドオナニー快楽遊戯（4月13日、セレブの友）他出演:村上涼子、大槻ひびき、稲川なつめ、星野あかり、平山こずえ、有村千佳、朝倉ことみ、椎名ひかる、桐原あずさ、水谷シェリー
- カラダが卑猥なオンナと性交（4月19日、ドリームチケット）他出演:冴島かおり、深田梨菜、横山みれい
- 今までセックスには興味を示さなかったガリ勉の妹に遊び半分でウワサのアノ薬を盛ったら、驚くほど効いちゃって妹はマンホジで漏らしながら俺の勃起したチ○ポに喰らいついて離さなくて困った（4月19日、NON）他出演:橘美穂、重盛ひと美、入江愛美、瀧川花音、冴島かおり
- 夫の遺影の前で義兄に、夫の元同僚に あなた、ごめんなさい （4月25日、サイドビー）他出演:横山みれい
- 痴漢がヒく程の女性ホルモン過多（4月26日、BALTAN）
- 病院のトイレで用を足してもおさまらない患者の勃起チ●ポを見た、今どきのナースは…（5月1日、ACE KILEER）他出演:愛代さやか、眞木あずさ、芹沢つむぎ
- 地方都市のセクキャバは無法地帯!? キャバ嬢がお股をひらいて簡単にヤラしてくれる店（5月1日、ACE KILLER）共演:愛代さやか
- 規格外くびれデカ乳乱交（5月1日、ZUKKON/BAKKON）共演:沖田杏梨、真木今日子、橘なお
- 応募即撮りH系 3（5月3日、NON）他出演:かなえ ※「かなこ」名義
- 真正中出し×近親妄想が凄すぎる人妻 Hカップ巨乳妻かえで（5月13日、隼エージェンシー）
- 「ナマで入っちゃった!」オイル素股でチ○ポをマ○コに擦りつけてたら、気持ち良すぎて生挿入!中出しセックスまでヤッちゃった風俗嬢たち 2（5月16日、グローリークエスト）他出演:椎名ゆな、松本まりな、高下えりか、加山なつこ
- 女教師in… ［脅迫スイートルーム］ Teacher Kaede（26）（5月17日、ドリームチケット）
- 好色婦人（5月19日、ドグマ）
- 若くて自慢の嫁との子どもが欲しいインポの伯父さんが甥の僕に「中出しで妻を妊娠させてくれ」と頼んできた（5月23日、ナチュラルハイ）他出演:山本美和子、椿かなり
- 真空パックアクメ（5月23日、ROCKET）他出演:羽月希
- 生中出しOK!? 妊娠中の友達の嫁と旦那に隠れてこっそりヤッてしまった!?（5月24日、SCOOP）他出演:舞咲みくに ほか
- どすけべ老人会と巨乳娘たち 絶倫爺さんたちが仕組んだエッチな福引賞の罠（6月7日、クリスタル映像）共演:星咲優菜、遠藤百音、須藤早紀
- 卑猥なレオタードが似合う巨乳若妻を夫には言えないほど恥ずかしい股間を中心としたアングルで濃厚なフェラと催淫オイルを使った淫靡な3Pを膣内射精と共に楽しんだ。（6月7日、NON）他出演:小泉真希
- コスッて熟女神 7（6月7日、ミル）
- 秘密の穴場!! ヌキありエステ店!! メンズマッサージ店の特別サービスは手こき&フェラ（6月13日、隼エージェンシー）他出演:谷村みなみ、新山沙希、こずえまき、牧瀬香織、水樹れな、未来ひかり、相葉レイカ、川上ゆう、春希ゆきの、美泉咲、美山志穂、香島りょう、彩名ゆい、亜佐倉みんと、篠田彩音
- 子供と旦那が帰宅するまで1時間「赤ちゃんできてもいい…もっともっと奥で下さい」自宅で足を絡めて何度も求める「中出し6発」でやっとママは満足 3（6月20日、SODクリエイト）他出演:あいみ、ナオコ ※「かおり」名義
- 有名女優のHな裏の顔見せます! 押しに弱い女優にムチャブリしてタダでSEX出来る方法教えます（6月20日、V&Rプロダクツ）他出演:長谷川しずく、芹沢つむぎ、荻原くるみ、志保、飯田せいこ
- 淫猥巨乳ナースレズ病棟（6月20日、GARCON）共演:小倉もも
- 職場の喉奥シャブリスト（6月21日、ワープエンタテインメント）他出演:上原亜衣、春原未来、大槻ひびき、琥珀うた、AIKA、篠田ゆう、羽月希
- フェラチオSP 6 近親相姦フェラチオ 2 俺の娘、僕の妹、私の姉は尺八上手 200分×15人×15話（6月25日、隼エージェンシー）他出演:吉見りいな、こずえまき、高下えりか、高橋美緒、彩名ゆい、新山沙希、早川なお、優月良花、南ほのか、芹田みちる、滝川あすか、谷村みなみ、平島千穂、菜月リア
- こちら全裸家政婦派遣所 巨乳課 新山かえでです。（7月12日、Nadeshiko）
- 真正中出し×淫乱爆乳妻のスケベなお仕事（7月13日、隼エージェンシー）
- 公開羞恥体罰（7月18日、ROCKET）共演:早乙女らぶ、小西まりえ
- 生中出し痴漢便所 4時間 仕事終わりのアフタートイレ痴漢濃厚生中出し陵辱アクメ!（7月19日、エンペラー）他出演:美泉咲、大槻ひびき、北川エリカ、初芽里奈、平山こずえ、深田梨菜、水谷シェリー、深津佳乃、柳田やよい、羽月希、朝倉ことみ、江波りゅう
- 中出しさせてくれる高級人妻風俗嬢（7月26日、Nadeshiko）
- MOODYZファン感謝祭 バコバコバスツアー2013 お祭り大乱交スペシャル!!（8月1日、MOODYZ）他出演:めぐり、つぼみ、尾上若葉、上原亜衣、鈴木さとみ、鶴田かな、木村つな、綾瀬みなみ、竹内紗里奈、向井恋、富永苺、瀬名あゆむ、さとう遥希、吉永あかね、舞咲みくに
- ヒロイン凌辱 Vol.63 鉄腕美女ダイナウーマン（8月9日、GIGA）
- JK太ももコキ（8月14日、OFFICE K'S）他出演:南梨央奈、飯田せいこ、沙藤ユリ、友利ルナ
- 美しき勇者 もーれつ仮面 怪奇人間椅子（8月23日、GIGA）
- 新山かえでと素人バイセク親友が繰り広げる1夜限りのザーメン乱交パーティー（8月23日、メーテルホルモン）
- フェラチオSP 8 近親相姦フェラチオ第3章 俺の娘、僕の妹、私の姉は尺八上手 200分×15人×15話（8月25日、隼エージェンシー）他出演:結城みさ、長澤都、小倉もも、如月冴子、中島美和、手嶋えみ子、篠原桐子、弓束ちはや、野口まりや、松下美雪、折川菜由、和希美波、松下美香、樋口麗子
- 裸の主婦　新山かえで（30） 西東京市在住（9月1日、プラネットプラス）
- レースクイーン蒸れワキコキ（9月6日、OFFICE K'S）他出演:松すみれ、星咲優菜、早川メアリー
- イキ顔 最もいやらしい瞬間（9月6日、OFFICE K'S）他出演:松すみれ、早川メアリー、向井もも、星咲優菜、吉村杏菜
- 新 センズリ見てたら興奮しちゃった素人娘 VOL.11（10月4日、OFFICE K'S）
- クローゼットに閉じ込められた。そしてお姉さんの肉便器になった。（10月25日、アロマ企画）他出演:小野寺のあ、西園寺れお、白鳥ゆな、滝川かのん
- サラリーマンのオヤジたちを捕らえて犯す変態巨乳ストーカー女（11月8日、NITRO）
- 蛇肉棒 全長80cm!ガマン汁には媚薬作用が!! 前後左右にうねり挿す世界最長チ○ポが看護師を虜にする… （12月19日、SODクリエイト）共演:大槻ひびき、羽月希、有村千佳

- お義父さん、良夫さんがもう半年もシテくれないんです… 〜帰省した息子の嫁〜 （1月9日、タカラ映像）
- 介護士さん大好き!中出し痴漢じいさん「子孫残してよかですか?」SENZ UNIT 第二回作品（1月23日、SODクリエイト）共演:大槻ひびき、羽月希、有村千佳
- 露出がバレた羞恥が激しい快感となり痙攣・失禁・絶頂をむかえるバレイキ女子高生 SENZ UNIT 第三回作品（2月20日、SODクリエイト）共演:大槻ひびき、羽月希、有村千佳
- テレクラキャノンボール2013 賞品は神谷まゆと新山かえで （2月22日、HMJM）共演:神谷まゆ
- 中出し恐喝!精子カツアゲ!つべこべいわずに膣内射精しろ!まだ出るだろ?腰振れ! （3月6日、michiru）他出演:朝桐光、永瀬里美
- 私のバター犬 新山かえで キャットスーツで変態ワンちゃんと露出散歩（3月20日、レイディックス）
- 背面性交クリニック 全性交でバック、背面騎乗位に特化・シックスナイン精液採取・ディルドー研修・入浴介助中の性交処置 SENZ UNIT 第四回作品 （3月20日、SODクリエイト）共演:大槻ひびき、羽月希、有村千佳
- 母親と息子の親子ヌードデッサン教室一転近親相姦（3月20日、ROCKET）共演:藤江由恵、西川りおん
- 嫁を妹に寝取られた（3月27日、タカラ映像）共演:大田ゆりか
- 屈辱と恥辱のポニープレイ調教 牝馬奴隷ダービー ～3頭の人間家畜奴隷による全力羞恥レース～（5月22日、ROCKET）共演:高沢沙耶、藤堂ルシア
- 若妻レズ 白昼妄想淫乱症（7月1日、U&K）共演:佐々木恋海
- 挑発（8月19日、レズれ!）共演:春原未来
- 変態すぎる家族～佐藤家の異常な日常～ （8月21日、ROCKET）共演:みづなれい、春原未来
- 脱SEX革命AV第6弾 顔面騎乗いじめ （8月21日、ROCKET）他出演:樹花凛、滝沢かのん
- 巨乳女子社員再教育プログラム3 （9月1日、中嶋興業）
- ネバネバスペルマ 21（9月5日、映天）
- 60歳のワシ（余命半年）が5人の爆乳女子に囲まれながら過ごす、'精子空っぽになるまで抜かれる'贅沢6P生活 （9月6日、SODクリエイト）共演:西條るり、倉多まお、菜月アンナ、真木今日子
- エロすぎる僕たちの美人三姉妹 男友達同士でオナネタ交換するため家族だけが見られる素の姿を盗撮していたらエスカレートしてしまって一転、ハメ撮り近親相姦! 2家族の三姉妹合計6人全員に生中出し!! （9月6日、Mr.michiru）共演:白咲碧、小林るな 他出演:中野翔子、かなたいおり、西園寺れお
- SEX で作った珈琲 （10月23日、アマチュアインディーズ）他出演:加藤舞子、武藤つぐみ
- すけすけパンストお姉さんの誘惑（11月7日、unfinished）
- 巨乳残虐物語 搾乳熟肉奴隷と汚辱のマドンナ （11月19日、シネマジック）共演：星野蜜
- イキたくてもイカせない！ イカせず中出し交渉！2 寸止め地獄で判断能力を低下させてからナマチ○ポ挿入を誘惑、中出し交渉！デビュー女優から人気女優まで手加減なしの快楽地獄！（12月6日、Mr.michiru）他出演:白咲碧、滝沢かのん、彩城ゆりな、高山えみり、あすか光希

- 下半身に人格なし!副首相夫人のお下劣隠語・独身女教師のやめられないマスかき （1月13日、FAプロ） 他出演:風間ゆみ、秀吉小夜子
- 中出し人妻不倫旅行 37 新山かえで（1月25日、ビッグモーカル）
- すりすりスリップすり～（3）（1月31日、JAMS）他出演:倖田李梨
- 温泉旅館中出し痴漢 3 男湯に連れ込まれ周囲の目に辱しめられ感じてしまう女（2月5日、ナチュラルハイ）他出演:水野朝陽、鈴森汐那、かのんこゆる
- 女神の接吻とセックス2（2月25日、ながえSTYLE）
- RC工業校巨乳女教師 羞恥林姦学校（3月19日、ROCKET）
- 陵辱スペシャル 新山かえで4時間（5月1日、中嶋興業）※単体ベスト
- 親父の女（5月7日、ルビー）
- 心に残り心に沁みるヘンリー塚本官能ポルノ いい女は必ずする！マスターベーション あらん限りの、いやらしいセックスシーンがいっぱい！（5月25日、FAプロ）他出演:五十嵐しのぶ、坂上友香、夏海エリカ、今井ゆり、竹下あや、東条美菜、川上ゆう、岬まゆか、永井智美
- 町内不倫　3丁目の夕暮れ（6月7日、桃太郎映像出版）
- ヌキサシバッチリ！ オナニー専用ベストポジション素材集 8 淫語痴女編（7月24日、ケイ・エム・プロデュース）他出演:事原みゆ、神波多一花、伊東真緒、水希舞
- 主観×淫語×美熟女風俗嬢SP！（8月1日、アウダースジャパン）他出演:音無かおり、眞木あずさ、佐伯春菜、高橋美緒、松すみれ、長瀬涼子、野間あんな
- チン舐めお姉さんたちのエロすぎるゴックン 添い寝ネバスペ もしもドエロ女が添い寝して、チン舐めして、飲んでくれたら…！（12月25日、煩悩組/妄想族）他出演:東尾真子、眞木あずさ、加藤ツバキ、尾島みゆき、広瀬奈々美

- はだかの主婦 4時間総集編 VOL.6（1月1日、プラネットプラス）他出演:綾小路早紀、芦屋静香、冴島かおり、進藤由紀乃
- こすりつけこねくり回し、絶妙のアングルでヌキサシがバッチリ見れる！まさにセンズリ専用DVD（1月8日、ケイ・エム・プロデュース）他出演:坂本ひかり、門田まつり、瀬戸りょう、西野あけみ、青木りん、葵まりあ、つくし、新垣奈穂、小倉もも、椿まひる、竹内紗里奈、和葉みれい、本田美沙、さくら悠、早乙女さくら、桐岡さつき、須藤早紀、三崎りこ、大塚咲
- 肉便器女子社　オフィス凌辱ファック集（2月1日、中嶋興業）他出演:西川りおん、星咲優菜、篠田あさみ、堀内秋美
- 鼻責め・鼻浣腸 10（2月1日、中嶋興業）他出演:白咲未羽、小湊菜々、綾瀬ゆい、夢咲かのん、佐伯かのん、宇佐美なな、遠藤百音
- せがれの嫁　義父の絶倫テクに抗えず快楽に溺れる不貞若妻（3月7日、桃太郎映像出版）他出演:本真ゆり、保科真美、椿かなり、結城みさ、篠田ゆう、大堀香奈、一色まりな
- 鳥肌が立つほどに嫌いな義父のいいなり…　壇の蜜を責められてイってしまうご無沙汰な三十路女の敏感な柔肉（4月7日、桃太郎映像出版）他出演:知花メイサ、愛乃ゆな、和泉潤、青山葵
- 平日昼間から欲情するすきもの妻と性交（4月22日、なでしこ）他出演:吉乃ほのか、若松かをり、樋村なみ、秋月めい、高月和花
- プレミアム・クンニ セレクション 私のバター犬SP（7月20日、レイディックス）他出演:桃宮もも みづなれい  西園寺れお 美咲結衣

- 復活 爆乳高身長 奇跡のダイナマイトボディ女優とラブホで密会SEX撮影』（8月13日、GUPPI/妄想族）

### インターネット放送
- トイズハートプレゼンツBUBKA「きのう誰食べた」（2014年02月10日ゲスト出演、ニコニコ生放送）[5]